# Cala Petita (Manacor)
La Cala Petita és una petita platja verge que està ubicada dins el municipi de Manacor, a prop de la localitat de Portocristo. Presenta una situació aïllada amb un grau d'ocupació baix, el que permet als banyistes una tranquil·litat i privadesa a la zona, per això és considerada una platja nudista.
Amb una longitud de 20 metres i 30 metres d'amplària, es caracteritza per la grava, arena fina i dorada. Posseeix unes aigües netes, transparents i cristal·lines.
Habitualment es pot trobar la mar amb un onatge moderat, la qual cosa permet realitzar tot tipus d'esports marítims.

## Vegetació
Aquesta cala es troba envoltada de natura i vegetació tòpica.

## Accés
L'arribada a la platja es pot realitzar per diferents medis;
- En vaixell.
- A peu seguint el camí del penya-segat que surt de Porto Cristo a una distància de 1000 metres.
- En cotxe des de Manacor (per la via MA-4023) fins a l'entrada del camí, per accedir a la platja s'haurà de continuar a peu.

## Serveis
Ja que la platja presenta una situació aïllada no es pot obtenir cap servei en ella (ni WC, ni aparcaments, ni vigilància, ni quiosquers, ni botigues, ni accessible en transport públic, etc.).
No obstant a prop de la cala podem trobar una gran varietat de llocs d'interès i platges.
Llocs d'interès:
- Coves del Drac a 2,48 km
- Mirador Punta de capdepera a 21 km
- Monestir de cura a 35 km

Platges:
- Platja Cala Morlanda a 1,55 km
- Platja Cala Moreia a 2,76 km
- Platja Cala Murta a 2,80 km
- Platja de sa Coma 3,50 km
- Platja Cala Anguila 3,70 km
- Platja Cala Mandia 4,57 km

## Seguretat
L'hospital de Manacor és el centre sanitari que es pot trobar més a prop de Cala Petita i està situat a uns 16 km en la carretera Manacor-Port d'Alcúdia.